# Rio Gongogi
Rio Gongogi (portugisiska: Rio Congogy, Rio Cangagi, Rio Grungogy, Rio Grangogy, Rio Gonglugi, Rio Grongogy) är ett vattendrag i Brasilien.   Det ligger i kommunen Ubaitaba och delstaten Bahia, i den östra delen av landet, 900 km öster om huvudstaden Brasília.
Omgivningarna runt Rio Gongogi är en mosaik av jordbruksmark och naturlig växtlighet. Runt Rio Gongogi är det glesbefolkat, med 18 invånare per kvadratkilometer.